# 鐘の鳴る丘

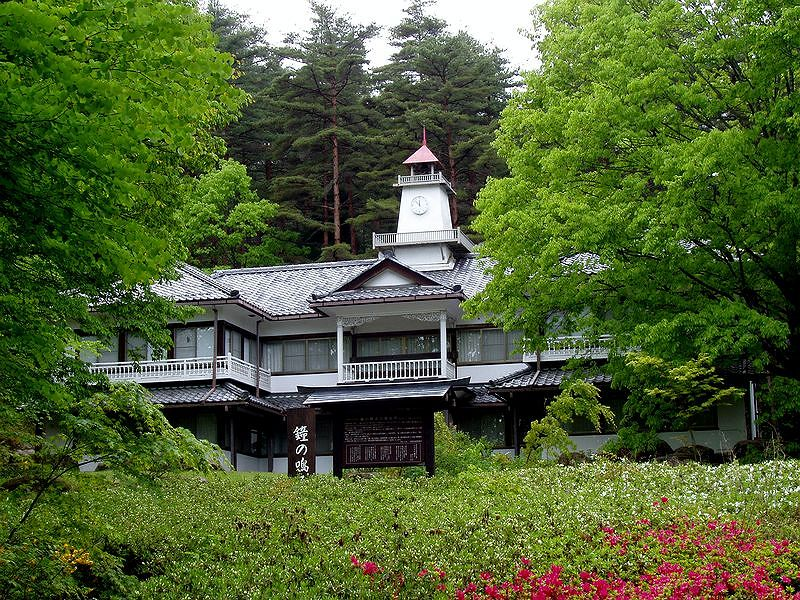
鐘の鳴る丘集会所（2008年（平成20年）5月14日撮影）

『鐘の鳴る丘』（かねのなるおか）は、NHKラジオ第1放送で1947年（昭和22年）7月5日から1950年（昭和25年）12月29日まで放送されたラジオドラマ、またそれを原作とした映画。菊田一夫作。ラジオドラマの放送回数は790回に及ぶ。1948年（昭和23年）から1949年（昭和24年）には松竹で映画化もされている。

## 解説
「鐘の鳴る丘」とは、その共同生活の施設が丘の上にあり、とがった屋根の時計台に鐘を備えているというドラマの設定による。空襲により家も親も失った戦災孤児たちが街にあふれていた時代、復員してきた主人公が孤児たちと知り合い、やがて信州の山里で共同生活を始め、明るく強く生きていくさまを描く。日本全体が苦しかった時代、大人子供を問わず多くの人の共感を呼び、大ヒットとなった。
主題歌「とんがり帽子」（作詞：菊田一夫、作曲：古関裕而、歌：川田正子、ゆりかご会）も広く歌われ、1948年（昭和23年）の選抜高校野球の入場行進曲にもなった。歌の題名は「とんがり帽子」だが、ドラマの名前から「鐘の鳴る丘」と呼ばれることも多い。また「とんがり帽子」は古関の母校である福島県立福島商業高等学校の応援歌の一つとして使用されている。

## ラジオドラマ
1947年（昭和22年）7月から1950年（昭和25年）12月までNHKラジオで放送。初年は毎週土曜日と日曜日の午後5時15分から15分間の放送だったが、翌年からは月曜日から金曜日の連日放送へと変更した。
戦争から復員してきた青年、加賀美修平（声・小山源喜）が、戦災孤児たちのために、信州に彼らの住める場所を作ってあげようと努める物語。修平が復員してきたとき、弟の修吉（声・稗田淳）も、両親を失い孤児収容所に入っていた。その修吉を迎えに来た東京で、修平はたくさんの戦災孤児、親も家も失って街頭で靴磨きなどをして生きている子供たちを目の当たりにして、彼らのために安住の場を作ってあげたいと決意したのだ。実際、当時の日本には「浮浪児」と呼ばれる戦災孤児が何万人も街頭にいて社会問題と化していた。
そういう社会状況を背景にしたドラマ「鐘の鳴る丘」は、浮浪児たちのかたくなな心をときほぐし、少年の家を建てようとする主人公・修平青年の情熱と、次第に力を合わせてたくましく生きようとする子供たちの姿が多くの聴取者の共感と感動を呼び、主題歌とともに戦後早々の時期を代表する国民的ヒット番組となった。

### 制作の背景
戦災孤児を扱うドラマの企画は、CIE内部で温められていたモノであるが、1947年（昭和22年）4月のエドワード・ジョゼフ・フラナガンの来日を機に製作に向けた動きが本格化。6月にフラナガンが離日した後に、CIEはNHKに対し、フラナガンの精神を踏まえた戦争孤児救済のためのキャンペーンドラマを制作するように指示した。
脚本担当の菊田、音楽担当の古関、巖金四郎をはじめとするNHK東京放送劇団の面々の出演が決定したが、当時はプロの児童劇団もないため、主役となる子役を決めるのに苦労した。ところが、当時練馬区に在住していた巖が、東京都の演劇大会で優勝するくらいに演劇活動が盛んであった練馬区立豊玉第二小学校を紹介したことで、その小学校に在籍する10人前後の児童が出演することになった。当初は土日の週2回の放送だったので、出演者である小学校の児童たちが、教師の引率によって毎週練馬からNHK東京放送会館へ通い、生放送を行っていた。

### 放送開始後の反響
「もっと回数を増やして」という聴取者からの投書がNHKに殺到したため、1948年（昭和23年）の4月からは週2回から週5回へと放送回数を増やし、児童たちが放送のたびに放送会館へ通うのも不可能になったために、録音放送へと変更した。CIEはNHKに対して、当時最新であった連続15分の録音を可能とする録音機を提供したが、それはまだNHKが所有していない機材であった。連日放送により、さらに人気が高まった。
放送番組世論調査（日本放送協会編「ラジオ年鑑」25年度版）によると、90％近い人が「鐘の鳴る丘のラジオ放送を聞いたことがある」と答えている。1950年（昭和25年）時点でも「今でも毎日聞いている」が25％、「今でもときどき聞いている」が51％という高い数字を示している。テレビ放送はまだなく、NHKラジオを聴くことが家庭での最大の娯楽だった時代のことだ。
一方で、作品には「ぶっ殺してやる」
「ばかやろう」といったセリフが多くあったために、一部の保護者や教育者からは「言葉づかいがひどすぎる」
「教育上許せない番組だ」と評され、教育論争も起こった。しかし、幼少時に肉親に捨てられた過去を持つ菊田は、自分もそのような過去を持つからこそ「人生のすみっこで、だれからも話しかけてもらえないような子どもたち」に語りかけられるのだと、批判にも動じることはなかった。
また、菊田による小説版が宝文館から出版されたが、大ヒットしたラジオドラマとは裏腹に公刊は1巻で中断、その後『君の名は』のヒットを受けて全2巻で出版された。

### キャスト
前述の通り、子役はプロの子役ではない現役の小学生であった。そのため、出演していた児童が小学校を卒業すると、在校生が役を引き継ぎ、番組終了までに30人以上の児童が出演することとなった。
- 加賀美修平：小山源喜
- 修吉：稗田淳
- クロ：戸村規矩男
- みどり：山本敦子
- 隆太：門田弘志
- ガンちゃん：

語りを担当した巌金四郎も、修平の声を担当した小山源喜もNHK東京放送劇団の第一期生。

## 映画
1948年（昭和23年）から1949年（昭和24年）にかけて公開。製作は松竹大船。「クロの巻」のラストで告知された「第四編・カラスの巻」は製作されず、3作で打ち切りになった。

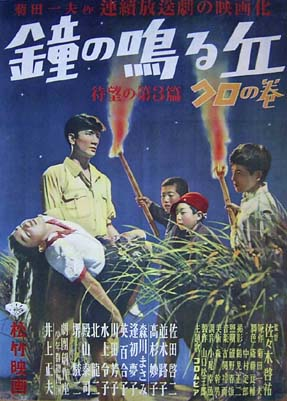
鐘の鳴る丘 第三篇クロの巻

### タイトル・公開日
1. 鐘の鳴る丘 㐧一篇 隆太の巻（1948年（昭和23年）11月23日）
2. 鐘の鳴る丘 㐧二篇 修吉の巻（1949年（昭和24年）1月25日）
3. 鐘の鳴る丘 㐧三篇 クロの巻（1949年（昭和24年）11月17日）

### 感想・評価
『㐧二篇 修吉の巻』を封切りで鑑賞した地方の中学3年生は、劇中に登場する多くの孤児たちについて、「世間からは野良犬扱いされ、母の愛を忘れ世間の悪に染まった子供達は實にかわいそうである。少年犯罪の多い大きな原因は世間の彼等に対するつめたい心だと思う」という感想を述べている。

### キャスト
- 加賀見修平：佐田啓二
- 加賀見修吉：本尾正幸
- 加賀見勘造：井上正夫
- 加賀見かね：英百合子
- 秦野由利枝：高杉妙子
- 秦野豊：菅井一郎
- 秦野芳枝：平野郁子
- 泉沢万次：山口勇
- 隆太：野坂頼明
- 俊二：前田正二
- 留男：芝田幸雄、松岡正憲
- 謙一：小野寺薫
- みどり：伊藤和子
- 桂一：鈴木豊明
- 俊春：徳大寺伸
- 源吉：山路義人
- しの：飯田蝶子
- 昌夫：江原達怡
- まき子：大塚富子
- ガンちゃん：辻正太郎
- 山の龍太：深沢博夫
- クロ：小田金薫
- とき子：渡辺孟代子
- よし坊：山本清子
- 長坂美也子：並木路子（第三篇）
- 樋口早苗：森川まさみ（第三篇）
- 若原とみ江：水上令子（第三篇）
- 西条たか：逢初夢子（第三篇）
- 足立健次：北竜二（第三篇）
- とき子の母：川田芳子（第三篇）
- 立花：笠智衆（第一篇）
- 山田親分：小堀誠（第二篇）
- 金子：殿山泰司（第三篇）

### スタッフ
- 製作：山口松三郎、斎藤秀典（2）
- 脚本：斎藤良輔、中村定郎（1・3）
- 音楽：古関裕而
- 監督：佐々木啓祐

### 主題歌
- 『鐘の鳴る丘』（作詞：菊田一夫、作曲：古関裕而、歌：松田敏子、コロムビアレコード　A483）
- 『風の口笛』（作詞：菊田一夫、作曲：古関裕而、歌：藤山一郎、コロムビアレコード　A483）
- 『駒鳥のランタン』（作詞：菊田一夫、作曲：古関裕而、歌：並木路子、コロムビアレコード　A688）

## レコード
- 『とんがり帽子』（作詞：菊田一夫、作曲・編曲：古関裕而、歌：川田正子・コロムビアゆりかご会、1947年（昭和22年）9月発売、日本コロムビア　A294、のちに学芸規格C227に移行）

1968年時点での累計売上は20万枚。
「とんがり帽子」はその後も以下に示す通り、多くの歌手にカバーされている。
| リリース日     | アーティスト     | 収録作品                                                                                   | 詳細           |
| -------------- | ---------------- | ------------------------------------------------------------------------------------------ | -------------- |
| 1975年12月01日 | 美空ひばり       | 美空ひばり芸能生活三十周年記念 歌謡曲50年第7集                                             |                |
| 1995年07月21日 | 大石昌美         | 決定盤!ハーモニカのしらべ 日本のこころ・思い出のうた                                       | ハーモニカ演奏 |
| 1996年05月01日 | 藍川由美         | 古関裕而歌曲集                                                                             |                |
| 1998年10月23日 | 角聖子           | 赤とんぼ ピアノがうたう日本のうた                                                          | ピアノ演奏     |
| 1999年03月20日 | ボニージャックス | ボニージャックスによる歌謡百年⑩ とんがり帽子/ちいさい秋みつけた 戦後、あたらしいこどもの歌 |                |
| 2002年08月07日 | 小沢昭一         | 夢は今もめぐりて〜小沢昭一がうたう童謡                                                     |                |
| 2020年10月21日 | 町あかり         | それゆけ!電撃流行歌                                                                        |                |
| 2021年07月31日 | ももなお姉さん   | みんな知ってる童謡ベスト Vol.3                                                             |                |

## 関連施設
- 旧岩谷堂共立病院 （岩手県奥州市江刺）

岩手県奥州市江刺にある旧岩谷堂町役場。明治初期に病院として建てられたこの建物には鐘を備えた塔屋があり、現在は岩手県の有形文化財である明治記念館として、近世から明治にいたる医療・文化関係の資料展示を行っている。菊田一夫は戦時中家族を岩谷堂町に疎開させていて、そのときに見た岩谷堂役場からドラマの舞台設定を着想したと言われている。現在、明治記念館では朝と夕方に「とんがり帽子」のメロディーを流している。
- 鐘の鳴る丘少年の家 （群馬県前橋市堀越町）

1948年（昭和23年）9月創立の青少年養護施設。自らも復員兵であった品川博がドラマに感銘を受け、私財をなげうって創立した。当初から菊田一夫の支援を受けており、「鐘の鳴る丘」を称している。1953年（昭和28年）に現在の場所の時計台つきの建物に移り、名実共に「鐘の鳴る丘」となった。
- 有明高原寮 （長野県安曇野市穂高）

松竹映画「鐘の鳴る丘」の舞台となった青少年更生施設。有明高原寮は今も存在するが、撮影に使われた時計台つきの建物は近くに移設され、「鐘の鳴る丘集会所」という青少年の合宿訓練施設となっている。
- 栂池高原スキー場 （長野県北安曇郡小谷村）

松竹映画「鐘の鳴る丘」のロケ地。「鐘の鳴る丘ゲレンデ」にはモニュメント「とんがり帽子の塔」が建っている。